# Schonraumlernen
Schonraumlernen ist ein Fachausdruck der Unterrichtslehre. Diese versteht darunter das Aneignen von Wissen, Können und Verhaltensweisen in einer geschützten Umgebung mit Fehler verzeihenden, der Leistungsfähigkeit der Entwicklungsphase angepassten Anforderungen an die Lernenden. Gegenbegriff ist das „Realraumlernen“.

## Begriff
Der didaktische Begriff „Schonraum“  (englisch „protected space“ oder „safe space of childhood“) hat eine doppelte Bedeutung im Sinne eines „Schutzraums“:
Einerseits soll er von Kindern und Jugendlichen schädliche Einflüsse und Gefahren fernhalten, denen sie noch nicht gewachsen sind bzw. die ihre Entwicklung stören könnten. Hierzu gehören etwa Bedrohungen aus dem Straßenverkehr, dem Fernsehen oder dem Internet mit Gewaltvideos und Pornografie. Andererseits bieten ihnen Schonräume eine weitgehend eigenständige Entwicklung mit verminderten Anforderungen in einer von den Erwachsenen dominierten Welt. Schonräume bieten an die kindliche bzw. jugendliche Leistungsfähigkeit angepasste Bedingungen, in denen die Heranwachsenden ihre eigenen Bedürfnisse betreut ausleben dürfen.
Damit verkörpert der Schonraum zum einen den konkret fassbaren geografischen Raum im Sinne einer bestimmten natürlichen oder auch künstlich arrangierten Umwelt, einen Bewegungs- und Aktionsraum, der vor äußerlichen Gefahren und folgenschweren Fehlern schützt. Zum anderen repräsentiert er im übertragenen Sinne einen Bereich, in dem Leistungsansprüche herabgesetzt und die komplexen und komplizierten Zielbedingungen vereinfacht sind, um eigene Entscheidungen zu ermöglichen, Misserfolgserlebnisse zu reduzieren und Erfolgsaussichten zu erhöhen.

## Historischer Rahmen
Bis zur Mitte des 18. Jahrhunderts spielten Kindheit und Jugend als eigenständige Lebensphasen in der gesellschaftlichen Vorstellung noch keine besondere Rolle. Kinder und Jugendliche wurden als noch unfertige Erwachsene gesehen, die sich widerspruchslos in das Familien- und Arbeitsleben einzufügen hatten. Sie wurden nicht als Menschen mit eigenen Bedürfnissen verstanden. Fehlverhalten und mangelnde Dienstleistungen wurden bestraft. Noch bis ins 18. Jahrhundert hinein lebten Kinder und Jugendliche nicht in einem gesonderten Raum, trugen keine eigene Kleidung. Bei Hinrichtungen wurden ihnen die vordersten Plätze reserviert. Bei Trinkgelagen in Wirtshäusern zechten auch Jugendliche mit, und in Bordellen servierten Kinder den Tee. Erst mit dem Aufkommen des Philanthropismus, der Aufklärung und später der Reformpädagogik mit engagierten Pädagogen wie Johann Christoph Friedrich GutsMuths, Johann Heinrich Pestalozzi, Friedrich Wilhelm August Fröbel, Jean-Jacques Rousseau oder Maria Montessori wurden die Heranwachsenden als Wesen mit eigenen Bedürfnissen und Anliegen entdeckt, die zu ihrer Ausreifung als Persönlichkeiten in ihrer Lebensphase gewisse Schutzbedürfnisse haben und zu ihrer Entwicklung entsprechende Schonräume brauchen. So entstanden kind- und jugendgerechte Schonräume wie Fröbels „Kindergarten“, die „Philanthropinen“ der Philanthropen, das Konzept einer «Pädagogik vom Kinde aus» der Maria Montessori, die eine betreute, aber eigenständige Entwicklung nicht nur zuließen, sondern gezielt förderten. Kindheit wurde als eine eigene, besonders prägende, schützenswerte Lebensphase entdeckt und genutzt. Mit dem Heraufkommen des elektronischen Zeitalters, der Verbreitung des Fernsehens und der medialen Vernetzung durch das Internet sind die Grenzen zwischen kindlichen Schonräumen und der realen Welt virtuell durchlässig geworden. Neue Grenzziehungen in Form des Jugendschutzes wie sie etwa das Jugendschutzgesetz in Deutschland oder die Jugendschutzgesetze in Österreich vorsehen, wurden erforderlich.

## Zielsetzungen
Schonraumlernen hat eine didaktische, eine sicherungstechnische und eine ökonomische Funktion in Bildungsprozessen. Sie können miteinander verbunden werden, aber auch zu einer Schwerpunktsetzung in einzelnen Ausbildungsbereichen führen:

### Didaktische Zielsetzung
Die didaktische Zielsetzung will vor Überforderung schützen und das Lernen erleichtern, indem sie vereinfachte, an das aktuelle Leistungsvermögen angepasste Aufgabenstellungen anbietet. Sie schafft damit einen leichteren Zugang zu Lernerfolgen und stärkt auf diese Weise den Lernwillen. Schonraumlernen ist nach der Doktrin der Unterrichtslehre als eine vorübergehende Lernstufe zu verstehen, die immer das Endziel im Auge behalten und mit dem erworbenen Wissens- und Könnenszuwachs allmählich in das Realraumlernen übergehen muss, um nicht wirklichkeitsfremd zu werden.

### Sicherungstechnische Zielsetzung
Die sicherungstechnische Zielsetzung will zunächst rein physisch vor Gefahren für die leibliche Gesundheit und das Leben schützen. Die Bedrohungen des realen Lebens werden durch kindgemäße Einrichtungen im öffentlichen Leben wie Kindergärten, Schulen, Spielplätze etc. abgemildert. Diese teilweise durch Zäune, Hecken oder Mauern von der gefährdenden Erwachsenenwelt abgeschirmten Bereiche sollen eine Art Oasen für ungestörtes eigenständiges Spielen und Handeln der Kinder und Jugendlichen bieten. Der Sicherungstechnik kommen aber auch im psychischen Bereich Aufgaben zu, indem sie durch entsprechende Maßnahmen auch für die seelische und geistige Gesundheit der Heranwachsenden, etwa durch Kontrolle des Internetkonsums, Sorge tragen soll.

### Ökonomische Zielsetzung
Die ökonomische Zielsetzung schont materielle Ressourcen. Das oft teure und ohne Vorstufen gefährliche Lernen in der Realwelt kann durch wirklichkeitsnahe Simulationen und Computeranimationen kostengünstiger und dennoch lernwirksam gestaltet werden.

## Methoden und Organisationsformen
Ein Schonraum ist im methodischen Verständnis eine zu Lernzwecken geschaffene Umwelt bzw. eine organisatorische Maßnahme, die ein kindgemäßes, mit Freude verbundenes Experimentieren und Lernen ermöglichen soll. Schonraumlernen bedeutet als methodisch-organisatorische Aufgabe das Schaffen von Bedingungen, die ein ungefährdetes und noch nicht mit der Komplexität des endgültigen Lernziels konfrontierendes Lernen zulässt.
Schonraumlernen stellt die erste Stufe in einem systematisch aufgebauten Bildungsprozess dar, in dem nach dem didaktischen „Prinzip der graduellen Annäherung und Steigerung“ zunächst unter vereinfachten, vor allem gefahrenentschärften Bedingungen gearbeitet wird. Das heißt, dass der Lernende nicht gleich mit der komplexen, oft komplizierten und daher überfordernden letzten Lernstufe der Realität konfrontiert, sondern in kleinen beherrschbaren Schritten allmählich zu ihr hingeführt wird. Dies bedeutet für den Lehrenden, die Ansprüche zunächst methodisch und organisatorisch so herabzusetzen, dass sie für den Lernenden erfolgreich zu bestehen sind.

### Schonraumlernen in der Schule
Schulen sind die bekanntesten und am weitesten verbreiteten Einrichtungen für das Schonraumlernen. Schule muss ein Haus für Kinder und Jugendliche sein, das Raum zum eigenständigen Leben bietet, ohne das außerschulische Leben dabei zu vergessen. Schulisches Lernen muss in der Zielsetzung ständig die außerschulischen Realitäten im Auge behalten und zu ihnen hinführen. Schulerziehung darf nicht verspielt und zu stark schützend im Schonraum verbleiben, sondern muss auch die Ereignisse und Erfahrungen der Außerschule einbeziehen. Schulisches Lernen vollzieht sich daher heute unter der Leitung sachlich und didaktisch ausgebildeter Fachexperten und Pädagogen als Ort zum Ausprobieren, ohne gleich die Konsequenzen von Fehlern der außerschulischen Realität tragen zu müssen. Lehrplanverankerte bewährte Formen wie der Projektorientierte Unterricht und der Projektunterricht sowie Exkursionen und Kooperationen mit der Außerschule öffnen die Schonräume immer wieder in Richtung Realitätsnähe und Lebenswirklichkeit: Das Lernen im sogenannten „didaktischen Dreieck“ von „Schüler-Lehrer-Stoff“ muss eingebettet sein in das soziokulturelle Umfeld, die reale Lebenswelt außerhalb der Schulwirklichkeit.
Eine Zuspitzung erfährt die Frage des Schonraumlernens heute in der schulpolitischen Kontroverse und den oft erbittert geführten Debatten zwischen Befürwortern und Gegnern der Förderschule bzw. Sonderschule, wobei es um die Frage geht, ob behinderte Kinder besser in spezialisierten Schulen der Sonderpädagogik (Schonraumlernen) oder in Regelschulen integriert (Inklusion) unterrichtet werden sollten. Die einen sehen in dem getrennten, von ausgebildeten Spezialisten betriebenen Lernen eine optimale Fördermöglichkeit, die anderen eine soziale Ausgrenzung.

### Schonraumlernen in der Verkehrserziehung
Verkehrserziehung soll möglichst ungefährdet an den eigenständigen, selbstverantwortlichen, sicheren, partnerschaftlichen Umgang mit dem gefahrenträchtigen Lebensbereich Verkehr heranführen, soll zu einem mündigen Verkehrsteilnehmer befähigen. Dies geschieht methodisch in drei Stufen, die der Didaktiker Siegbert A. Warwitz wie folgt begründet:
Verkehrsrealität ist Erwachsenenwelt. Kinderwelt ist Spielrealität. Verkehrserziehung will zwischen beiden Welten eine Brücke schlagen und arbeitet daher unter Verwendung eines Brückengliedes in drei „Realitäten“: Im sogenannten „Spielraum“ (wo das Kind abgeholt wird), im „Simulationsraum“ (wo ein gefahrenentschärftes Training absolviert wird) und im „Realraum“ (wo die Verkehrssicherheit sich bewähren muss). Spielraum und Simulationsraum können dabei als „Schonraum“ zusammengefasst werden.
"Schonraumlernen" erfolgt in der Verkehrserziehung in vom eigentlichen Verkehr abgegrenzten Arealen. „Spielräume“ können die Wohnung, das Klassenzimmer, der Schulhof oder die Sporthalle sein, um einen geordneten Umgang bei der gemeinsamen Bewegung von Personen und Spielfahrzeuge in einem abgegrenzten Bereich zu lernen, Wahrnehmungsdefizite abzubauen oder die Bedeutung von Regelungen zu erkennen. „Simulationsräume“ entstehen durch realitätsnahe Verkehrsarrangements, bei denen verkehrsgerechte Situationen wie Fahrbahnen oder Kreuzungen mit Fußgängern und Radfahrern an geschützten Orten wie dem Sportplatz, einer Wiese oder dem Schulhof gestaltet werden, um das verträgliche Verkehren unterschiedlicher Verkehrsteilnehmer und Verkehrsströme zu üben. Schonräume bieten auch speziell ausgestattete Übungsgelände wie der Verkehrsübungsplatz  oder der Schulverkehrsgarten sowie Sicherheitszonen im Verkehr wie Gehwege, Zebrastreifen, Fußgängertunnel oder Fußgängerbrücken.
"Realraumlernen" erfolgt als dritte Lernstufe in der unmittelbaren Konfrontation mit der Lebenswirklichkeit des Straßenverkehrs, mit den dort gegebenen Gefahren und der Notwendigkeit selbstschützender Entscheidungen und Handlungen.

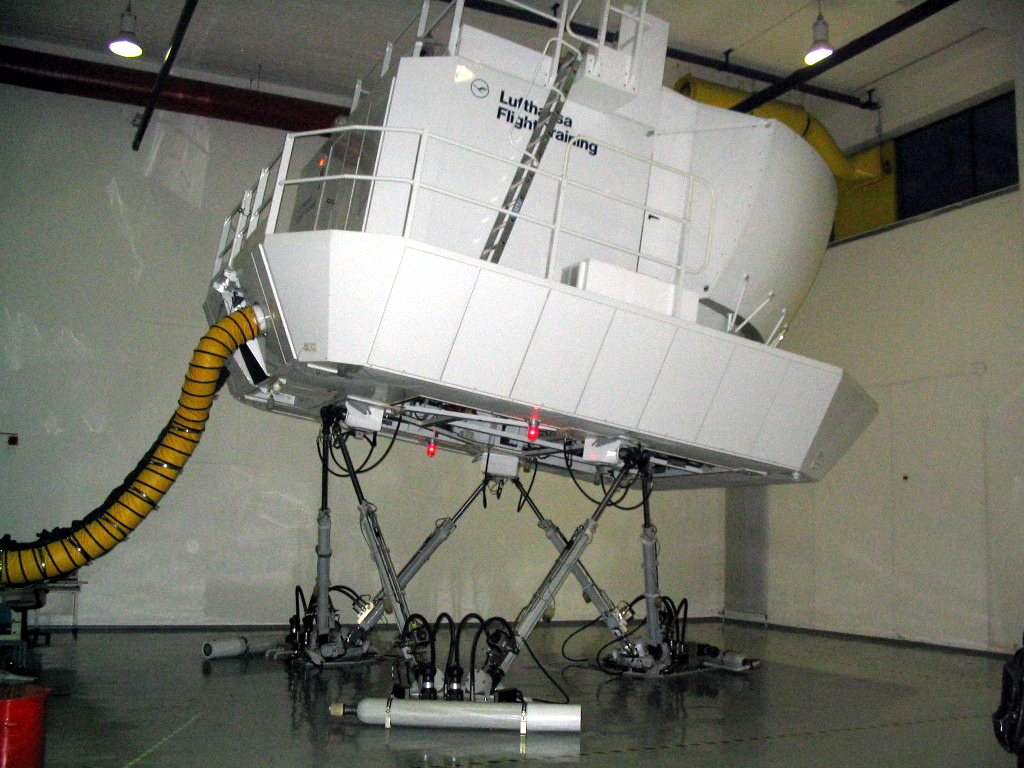
Schonraum Flugsimulator mit hydraulischem Bewegungssystem

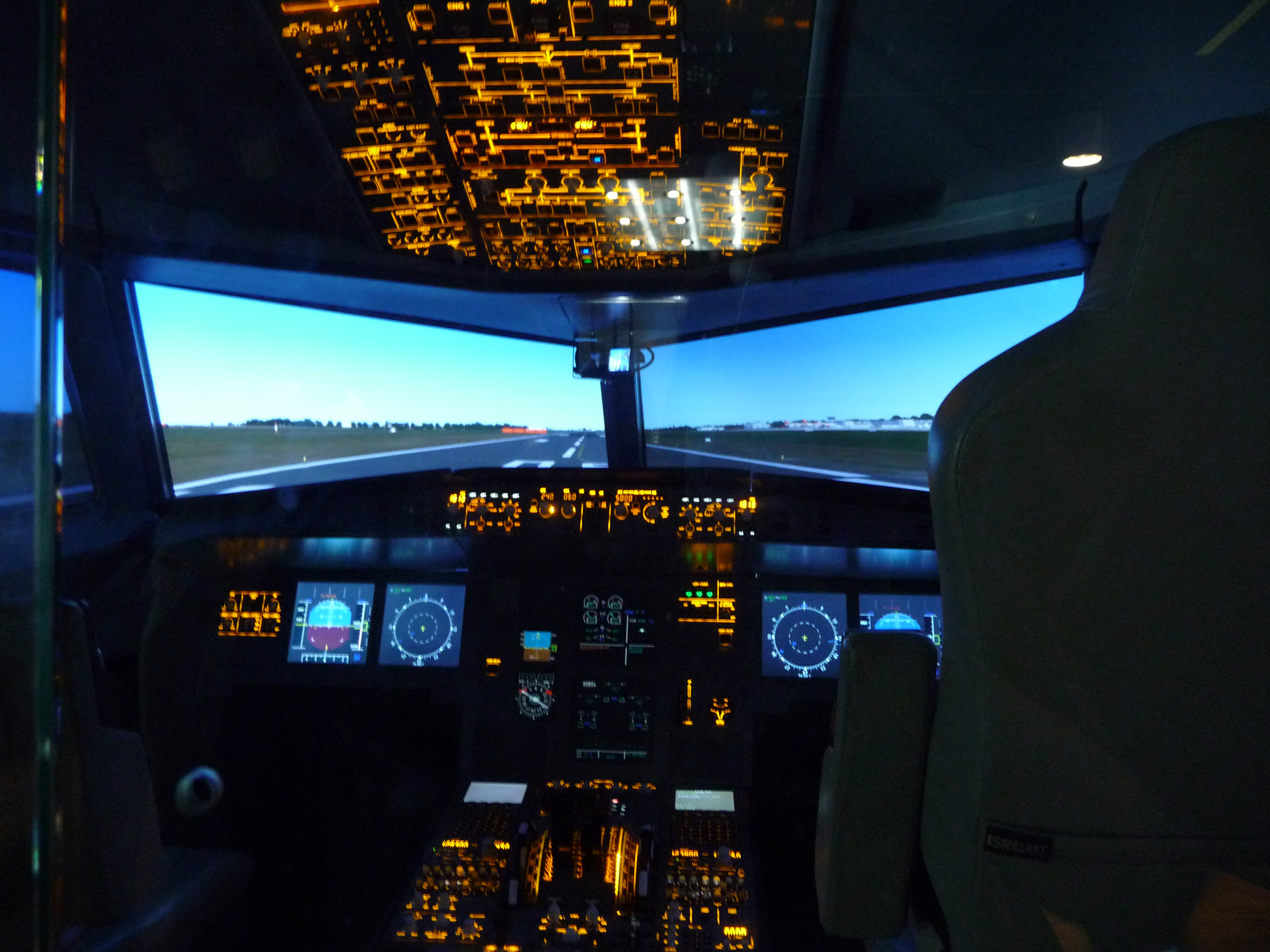
Flugsimulator in der DASA in Dortmund

### Schonraumlernen mit Simulatoren
Die Ausbildung von Piloten beim tatsächlichen Fliegen ist teuer. Zudem gefährdet das Ausprobieren von Verhalten in Notsituationen oder das Nachtfliegen nach Instrumentenflugregeln (IFR) Menschenleben und Material, wenn sie bereits in der ersten Ausbildungsphase in Realsituationen gelernt und geübt würden. Hier bietet etwa der Flugsimulator mit seinen computergestützten realitätsnahen Programmen eine kostengünstige Vorstufe. Im militärischen Bereich ist das militärische Planspiel üblich, in der Managerausbildung das Unternehmensplanspiel  oder das Führungsplanspiel. Auch Fahrschulen greifen bei aufwendigeren Ausbildungsgängen bereits teilweise auf diese Methode zurück. In der Medizinerausbildung zählt das „Operieren am Phantom“ beim Erlernen des Umgangs mit komplizierten Apparaturen und Operationsmethoden vor der Anwendung am lebenden Menschen zum Schonraumlernen.

## Berechtigte und unberechtigte Kritik
Als vorübergehende Lernstufe und Schutzmaßnahme didaktisch unbestritten, setzt die berechtigte Kritik dort an, wo das Schonraumlernen sich verselbstständigt und nicht mehr stringent der eigentlichen Zielaufgabe, einer sinngetragenen selbstverantworteten Lebensführung oder einer angestrebten Berufsqualifikation, zugearbeitet wird. Die Didaktik versteht das Schonraumlernen als eine für das Lernen förderliche, aber nur als vorübergehende Übergangsstufe im Lernprozess sinnvolle Methode, wobei die eigentliche Zielprogrammatik, die Vorbereitung auf das reale Leben, nicht aus dem Blick geraten darf.
Mit dem Schlusssatz eines Briefes an Lucilius „Non vitae, sed scholae discimus“ („Nicht für das Leben, sondern für die Schule lernen wir“) kritisierte der antike Philosoph Lucius Annaeus Seneca bereits um das Jahr 62 n. Chr. die römischen Philosophenschulen seiner Zeit. „Latrunculis ludimus“ („Kinderspiele sind es, die wir da spielen“) meinte er und legte damit nahe, dass man das Gegenteil fordern müsse:
„Non scholae, sed vitae discimus“ („Nicht für die Schule, sondern für das Leben lernen wir“), wie es als Geflügeltes Wort heute meist zitiert wird.
Eine Verselbstständigung des Schonraumlernens lässt sich auch heute noch bisweilen auf allen Ebenen des Bildungswesens beobachten: Die schon zum Schlagwort gewordene „Verspielte Schule“ verbleibt in der lustbetonten, aber oft anstrengungsfernen Schonwelt der Schule und verfehlt damit die notwendige Ausrichtung auf die spätere Lebenswirklichkeit mit ihren andersartigen, oft strengen Leistungsanforderungen. Der in der Didaktik bekannte sogenannte „Methodenfetischismus“ ergeht sich im Spiel mit attraktiven Formen des Lernens und verliert dabei die erforderliche Zielorientierung des Lernens aus dem Auge. Die „Verkopfung“ von Unterricht opfert bisweilen die Vielfalt der Lebenswirklichkeit einer wirklichkeitsvergessenen abstrakten Diskutierfreudigkeit oder häuft „totes“ Wissen an. Umgekehrt vernachlässigt eine zu schnelle und vordergründige Berufs- und Anwendungsorientierung oft die notwendige Beschäftigung mit den Sinnfragen des Lebens, die Auseinandersetzung mit Konfliktstrategien, Kommunikations- und Kooperationsmechanismen, die wesentlich zur Lebensqualität beitragen, die aber Muße und Zeit benötigen und sich eher in Schonräumen reflektieren und ausdiskutieren lassen. Auch die nicht ganz einfache „Transferproblematik“ wird bisweilen als Grund für den Verzicht auf das Schonraumlernen und eine vorschnelle Entscheidung für das Realraumlernen ins Feld geführt. Hierbei wird gern übersehen, dass der erfolgreiche Aufbau von Lernprozessen reflektierte Lernstrategien voraussetzt, die neben einer fachlichen auch einer didaktischen Qualifizierung des Lehrenden bedürfen. Die Kritik am Schonraumlernen fällt daher weitestgehend in sich zusammen, wenn es -- so wie es die Unterrichtslehre vorsieht-- als professionell gehandhabte vorübergehende didaktische Maßnahme in einem systematisch aufgebauten Bildungsprozess von gut ausgebildeten Pädagogen praktiziert wird.

## Einzelbelege
1. ↑  Schneekloth, Ulrich. Kindheit als Schonraum? In: Wittmann, Svendy, Rauschenbach, Leu, Hans Rudolf (Hrsg.): Kinder in Deutschland. Eine Bilanz empirischer Studien. Juventa Verlag, Weinheim  2011, S. 37–48
2. ↑  Johann Christoph Friedrich GutsMuth:  Spiele zur Übung und Erholung des Körpers und Geistes. Buchhandlung der Erziehungsanstalt, Schnepfenthal 1796. (Digitalisat und Volltext im Deutschen Textarchiv)
3. ↑  Johann Heinrich Pestalozzi: Wie Gertrud ihre Kinder lehrt. Literarische Tradition, 2006, ISBN 978-3-86672-024-4
4. ↑  Friedrich Wilhelm August Fröbel: Die Menschenerziehung. Die Erziehungs-, Unterrichts- und Lehrkunst, angestrebt in der Allgemeinen Deutschen Erziehungsanstalt zu Keilhau. Band 1, Verlag der Allgemeinen Deutschen Erziehungsanstalt, Keilhau 1826
5. ↑  Rousseau, Jean-Jacques Emil oder über die Erziehung. Ferdinand Schöningh, Paderborn 1971 (1762 Originalfassung )
6. ↑  Montessori, Maria: Die Entdeckung des Kindes. 4. Auflage 1976
7. ↑  Warwitz, Siegbert A.: Schonraumlernen und/oder Realraumlernen. In: Ders. Verkehrserziehung vom Kinde aus. Baltmannsweiler  6. Auflage 2009. Seiten 62–65
8. ↑  Jugendschutz in Europa (Memento des Originals vom 21. November 2015 im Internet Archive)  Info: Der Archivlink wurde automatisch eingesetzt und noch nicht geprüft. Bitte prüfe Original- und Archivlink gemäß Anleitung und entferne dann diesen Hinweis.
9. ↑  Siegbert Warwitz, Anita Rudolf: Das didaktische Denkbild. In: Dies.: Projektunterricht. Didaktische Grundlagen und Modelle. Verlag Hofmann. Schorndorf 1977. S. 20–22
10. ↑  Franziska Pusch: Schonraum Lernhilfeschule - Wie sehen Lernhilfeschüler sich selbst und ihre Zukunftsperspektiven, Examensarbeit für das Lehramt an Förderschulen, Grin-Verlag München 2008
11. ↑  Schonraumlernen oder Inklusion
12. ↑  Warwitz, Siegbert A.: Schonraumlernen und/oder Realraumlernen. In: Ders. Verkehrserziehung vom Kinde aus. Baltmannsweiler  6. Auflage 2009, Seite 62–65
13. ↑  Herz, Dietmar, Blätte, Andreas: Simulation und Planspiel in den Sozialwissenschaften. Münster/Hamburg/London 2000
14. ↑  Seneca-Zitat (epistulae morales ad Lucilium) 106, 11–12
15. ↑  Vom Spielraum zum Verkehrsraum (Memento des Originals vom 17. Juli 2020 im Internet Archive)  Info: Der Archivlink wurde automatisch eingesetzt und noch nicht geprüft. Bitte prüfe Original- und Archivlink gemäß Anleitung und entferne dann diesen Hinweis. - Netzwerk Verkehrserziehung Wien 2012